# Chronique des années de braise
Pour les articles homonymes, voir Expédition d'Alger.
Ne doit pas être confondu avec Chronique des années écoulées ou Chroniques des années noires.
Pour plus de détails, voir Fiche technique et Distribution.
Chronique des années de braise (en arabe : وقائع سنين الجمر, Waqâ'i' sinîn al-jamr) est un film algérien réalisé par Mohammed Lakhdar-Hamina, sorti en 1975. Il remporte la Palme d'or de la 28e édition du Festival de Cannes. À ce jour, il est le seul film algérien et africain à avoir obtenu cette récompense.

## Synopsis
Le film est divisé en 6 chapitres : Les Années de Cendre (la sécheresse, la misère et l’abandon de la terre par les paysans), L'Année de la Charrette (la Seconde Guerre mondiale et ses conséquences sur le pays), Les Années de Braise (à la fin de la guerre, la flambée de conscience politique contre le colonisateur), L'Année de la Charge (les élections de 1947, le choix entre le légalisme et le soulèvement), Les Années de Feu (la révolte dans les campagnes, l’organisation des maquis) et Le 1er novembre 1954 (la révolte qui devient révolution).
L'histoire du film commence en 1939 et se termine le 11 novembre 1954 et, à travers des repères historiques, démontre que le 1er novembre 1954, la Toussaint rouge (date de déclenchement de la guerre d'Algérie) n'est pas un accident de l'histoire, mais l'aboutissement d'un long processus, de souffrances, de combats d'abord politiques et puis militaires, qu'entreprit le peuple algérien contre le fait accompli qu'est la colonisation française débutant par un débarquement à Sidi-Ferruch le 14 juin 1830.
Ahmed, berger pauvre, quitte son village d'Algérie avec sa femme et ses deux fils pour s'en aller à la ville rejoindre son cousin Kouider en quête d'une vie plus facile. Là-bas il rencontre Miloud, un fou visionnaire, puis se fait embaucher dans une carrière où il découvre la misère et l'injustice. La Seconde Guerre mondiale éclate ; Ahmed voit sa famille emportée par une épidémie de typhus : seul lui et son fils Smaïl survivent. Revenu au village, Ahmed est écœuré par l'opulence dans laquelle vivent les colons et détruit un barrage afin de répandre l'eau sur les terres des paysans affamés. Par mesure de répression, Ahmed est enrôlé dans l'armée en compagnie de son cousin Saïd pour aller faire la guerre en Europe. 
Lorsqu'il revient, il est seul : Saïd a été tué sur le front. Devenu forgeron, Ahmed assiste à la naissance de la résistance algérienne anticoloniale et se range aux idées de Si Larbi, militant indépendantiste qui prêche la révolte. Les élections de 1948 s'achèvent par un bain de sang. Si Larbi est tué, Ahmed envoyé au bagne. Évadé, reconnu comme un héros national, Ahmed va mourir à son tour pourchassé par les soldats. Mais l'heure de la Libération a sonné. Le prophète Miloud expire en léguant au fils d'Ahmed la mémoire populaire. Smaïl court vers l'avenir de son pays libre.

## Fiche technique
- Titre français : Chronique des années de braise
- Titre original : وقائع سنين الجمر, Waqa'i' sinine ed-djamr
- Réalisation : Mohammed Lakhdar-Hamina
- Assistant réalisateur : Abderrahmane Bouguermouh
- Scénario et dialogues : Tewfik Farès, Mohammed Lakhdar-Hamina et Rachid Boudjedra
- Dialogues : Tewfik Farès
- Photographie : Marcello Gatti
- Montage : Youcef Tobni
- Musique : Philippe Arthuys
- Production : Ruggero Deodato
- Pays d'origine : Algérie
- Format : couleur - 2,35:1 - Mono - 35 mm
- Langue : Algérien - Français
- Genre : Drame, guerre et historique
- Durée : 177 minutes
- Date de sortie : 1975

## Distribution
- Yorgo Voyagis : Ahmed
- Mohammed Lakhdar-Hamina : Miloud, le conteur errant
- Leila Shenna : l'épouse d'Ahmed
- Sid Ali Kouiret : Saïd, cousin puis beau-frère d'Ahmed
- Keltoum : la tante d'Ahmed et mère de Saïd
- Yahia Benmabrouk : Kouider, le cousin de la ville
- Cheikh Noureddine : Akli, l'ami forgeron
- Hassan El-Hassani : El Hadj, l'épicier
- Larbi Zekkal : Si Larbi
- Hadj Smaine : Slimane
- François Maistre : le contremaître de la carrière
- Jacques David : l'officier pétainiste
- Jacques Richard : policier n°1 tabassant Si Larbi
- Henry Czarniak : policier n°2 tabassant Si Larbi
- Mohamed Sissani : le caïd
- Abdelhalim Rais
- Taha El Amiri
- Hassan El Amir
- Brahim Haggiag

## Production
Ce film a été tourné dans la ville de Laghouat, une oasis située dans le Sud algérien, dans la ville de Sour El Ghozlane (ex Aumale), à 100 km au Sud d'Alger, ainsi que sur la place du marché à Ghardaïa.

## Réception et distinction
- Palme d'or au Festival de Cannes 1975

La projection du film au Festival de Cannes se déroule dans des conditions houleuses, Mohammed Lakhdar-Hamina avait été menacé de mort par des anciens de l'OAS nostalgiques de l'Algérie française, Michel Poniatowski, ministre de l’Intérieur de l'époque, envoie une brigade de sécurité pour la protection de Lakhdar-Hamina et ses trois enfants présents au festival. Plusieurs alertes à la bombe sont déclenchées pendant le festival.

## Version restaurée 2025
Le festival de Cannes 2025 projette le film dans une version restaurée dans la section Cannes Classics peu avant le décès du réalisateur.